# كريستيان أوخيدا (لاعب كرة قدم)
كريستيان أوخيدا (بالإسبانية: Cristian Ojeda) هو لاعب كرة قدم كولومبي في مركز الوسط، ولد في 5 يونيو 1985 في مونتيريا في كولومبيا. لعب مع Valledupar F.C. ‏.

## وصلات خارجية
- كريستيان أوخيدا (لاعب كرة قدم) على موقع قاعدة بيانات كرة القدم.إي يو (الإنجليزية)
- كريستيان أوخيدا (لاعب كرة قدم) على موقع Soccerway.com (الإنجليزية)
- كريستيان أوخيدا (لاعب كرة قدم) على موقع AS.com (الإسبانية)